# Svojšice (Příbrami járás)
Svojšice település Csehországban, a Příbrami járásban. Svojšice Mirovice, Nestrašovice, Zbenice, Tušovice, Těchařovice és Chraštice településekkel határos. Lakosainak száma 117 fő (2024. január 1.).

## Népesség
A település lakosságának változását az alábbi diagram mutatja:
| Lakosok száma | 283  | 279  | 256  | 169  | 132  | 93   | 107  | 105  | 109  | 117  |
|               | 1869 | 1890 | 1921 | 1950 | 1980 | 2001 | 2017 | 2019 | 2022 | 2024 |